# イヴァン・モチニッチ
イヴァン・モチニッチ（Ivan Močinić、1993年4月30日 - ）は、クロアチア・リエカ出身の元サッカー選手。現役時代のポジションはMF。

## クラブ経歴
2011年10月、NKディナモ・ザグレブとの試合でプロデビュー。
2016年7月16日、SKラピード・ウィーンに移籍した。7月23日、SVリートとの試合で移籍後初出場並びにリーグ戦初出場を飾った。
2019年8月19日、NKイストラ1961に1年契約で移籍した。

## 代表経歴
2015年11月17日、ロシア代表との親善試合でA代表デビュー。